# Dirrty
Dirrty è un singolo della cantautrice statunitense Christina Aguilera pubblicato nel 2002. Il brano presenta la partecipazione del rapper statunitense Redman e remake del singolo di quest'ultimo Let's Get Dirty (I Can't Get in da Club). È stato scritto dalla stessa Aguilera insieme a Redman, Jasper Cameron, Balewa Muhammad e Rockwilder. Negli USA la canzone non ha ottenuto grande successo a causa del video e del testo che furono considerati troppo provocanti, e per questo motivo la casa discografica decise di pubblicare il secondo singolo, Beautiful, in anticipo.
Il brano è famoso specialmente per il suo video musicale, per il quale l'Aguilera si è concessa un controllo creativo. Il video mette in mostra alcuni feticismi sessuali, dalla lotta nel fango alla stenolagnia, e ha eliminato ogni traccia dell'immagine della "ragazza della porta accanto" che si era procurata col disco precedente. Dirrty ha fruttato alla cantante una nomination ai 45° Grammy Awards per la Miglior collaborazione pop vocale.

## Descrizione
Aguilera aveva già collaborato con il produttore hip hop Rockwilder durante la registrazione di Lady Marmalade nel 2001. In seguito nella realizzazione di Stripped, Aguilera lo ha richiamato per produrre un brano "basso e sporco" che annunciasse il suo ritorno e la sua nuova immagine pubblica. L'artista ha anche inciso un seguito, Still Dirrty, per il suo album Back to Basics, nel 2006. La Aguilera aveva deciso di personalizzare il titolo della canzone chiamandola inizialmente Dirtee, poi Dirrdy e infine Dirrty, e ha puntualizzato la sua scelta: "Sembra che lo pronunci con due 'r', una sorta di grrr..."

## Accoglienza
Il brano ha ricevuto una mista accoglienza dai critici musicali. AllMusic lo ha definito una «non canzone» e ha criticato la resa vocale di Christina Aguilera, giudicandola troppo esigua. Entertainment Weekly ha valutato la canzone D-, definendo la parte cantata «furiosa e lacerante» e ha giudicato il brano un inutile tentativo di guadagnare credibilità. The Guardian, invece, lo ha definito «maestosamente osceno», mentre Slant Magazine l'ha giudicato il brano «più istantaneamente appagante» del disco Stripped. Stylus Magazine l'ha chiamato il miglior singolo del 2002.

## Video musicale
Il video prodotto per Dirrty è stato diretto da David LaChapelle e girato il 15 settembre 2002, è stato descritto come un'orgia post-apocalittica. Il video si apre con un primo piano della ruota di una motocicletta che giace in uno sgabuzzino davanti alla quale si staglia la sagoma del sedere di Christina Aguilera con un paio di mutande rosse al cui centro campeggia una X nera e una cintura nera di cuoio che le stringe i fianchi sovrastando il paio di copripantaloni da cowboy rossi aperti sull'inguine e sulle terga dell'artista.
Ambientato in un night club, vede la Aguilera scontrarsi in un incontro di wrestling con una donna mascherata. A queste sequenze sono alternate altre in cui la cantante esegue una coreografia sul ring, insieme ad altre ballerine. Nel finale del video compare anche Redman. In una scena, la Aguilera e alcune ballerine si scatenano in un ballo sfrenato all'interno di un bagno pubblico allagato, in cui si ergono alcuni urinatoi, allusione esplicita a una pratica di urofilia.
Il video ha sollevato numerose polemiche, soprattutto per la nuova immagine pubblica della Aguilera. Quando la Perry ha visto il video per la prima volta, ha chiesto alla cantante: "Stai bene? È raccapricciante! Perché l'hai fatto?". La cantante risponde: "Boh". Due settimane dopo la sua première, il video è stato parodiato dall'attrice Sarah Michelle Gellar di Buffy l'ammazzavampiri durante la trasmissione Saturday Night Live, nel quale dichiarava (fingendo di essere la cantante): "quando le persone vedranno il video, smetteranno di pensare a me come ad una specie di puttanella bionda in mano all'industria discografica, e cominceranno a pensare a me come ad una vera puttana" ("When people see this video, they gonna stop thinking of me as some blonde-haired, bubblegum, music-industry ho –and start thinking of me as an actual ho") La Aguilera replicò di aver trovato la parodia di cattivo gusto e che l'attrice "avrebbe potuto fare un'imitazione molto più decente". Altri problemi sono nati per via di un poster mostrato nel video e scritto in lingua thailandese in cui si promuove il turismo sessuale. LaChapelle ha dichiarato di non sapere che cosa significasse il poster, e RCA sconsigliò alle stazioni della rete thailandese di non trasmettere il video.
Il Time ha dichiarato che l'artista "sembrava che fosse arrivata sul set... direttamente da un incontro intergalattico di prostitute", aggiungendo che "si era meritata quella erre extra". Christina Aguilera ha dichiarato che le piace "giocare e sperimentare, così come essere docile o inconsueta a seconda di come mi senta".
Il video musicale ha riscosso un buon successo nei programmi delle classifiche di video. Ha debuttato in Total Request Live di MTV il 2 ottobre 2002 alla numero sei. Si è mantenuto 44 giorni nel programma, metà dei quali è stato in vetta al countdown. Agli MTV Video Music Awards 2003, il video ha ottenuto quattro nomination come miglior video femminile, miglior video pop, miglior video dance e miglior coreografia.

## Tracce
CD singolo - Versione australiana
1. Dirrty (No Rap Edit) – 4:01
2. I Will Be – 4:12
3. Dirrty (feat. Redman) (Full Length Version) – 4:58

CD singolo - Versione canadese ed europea
1. Dirrty (No Rap Edit) – 4:01
2. I Will Be – 4:12
3. Dirrty (Video) – 4:49

CD singolo - Versione statunitense
1. Dirrty (feat. Redman) – 5:01
2. Make Over – 4:13

CD singolo maxi - Versione europea
1. Dirrty (No Rap Edit) – 4:01
2. I Will Be – 4:12
3. Dirrty (feat. Redman) (Full Length Version) – 5:00
4. Dirrty (Video) – 4:49

CD singolo maxi - Versione statunitense
1. Dirrty (feat. Redman) (Full Length Version) – 5:00
2. Dirrty (No Rap Edit) – 4:01
3. Dirrty (feat. Redman) (Short Intro with Rap) – 4:35

Vinile 12" singolo - Versione europea
Lato A
1. Dirrty (feat. Redman) (Full Length Version) – 5:00

Lato B
1. Dirrty (Instrumental) – 5:00
2. Dirrty (Acapella) – 5:00

Vinile 12" singolo - Versione europea
Lato A
1. Dirrty (feat. Redman) (Full Length Version) – 5:00

Lato B
1. Dirrty (No Rap Edit) – 4:01
2. Dirrty (Instrumental) – 5:00

## Classifiche
| Classifica (2002) | Posizione più alta |
| ----------------- | ------------------ |
| Australia         | 4                  |
| Austria           | 5                  |
| Belgio (Fiandre)  | 4                  |
| Belgio (Vallonia) | 8                  |
| Canada            | 5                  |
| Danimarca         | 4                  |
| Europa            | 2                  |
| Finlandia         | 20                 |
| Francia           | 98                 |
| Germania          | 4                  |
| Irlanda           | 1                  |
| Italia            | 8                  |
| Norvegia          | 3                  |
| Nuova Zelanda     | 20                 |
| Paesi Bassi       | 2                  |
| Regno Unito       | 1                  |
| Spagna            | 3                  |
| Stati Uniti       | 48                 |
| Stati Uniti (Pop) | 14                 |
| Svezia            | 6                  |
| Svizzera          | 3                  |
| Ungheria          | 5                  |

### Classifiche di fine anno
| Classifica (2003) | Posizione più alta |
| ----------------- | ------------------ |
| Austria           | 58                 |
| Paesi Bassi       | 53                 |